# The Great Escape (computerspel uit 2003)
The Great Escape is een third-person shooter-spel, uitgegeven door PivTal Games in 2003. Het is te spelen op PlayStation 2, Xbox en Microsoft Windows. Het spel is gebaseerd op de film The Great Escape uit 1964.

## Het verhaal
In het spel volgt de speler vier personen: capt. Hilts, flight lt. Henley, flight lt. MacDonald en flight lt. Cavendish. De piloten zitten opgesloten in het krijgsgevangenenkamp Stalag Luft Nord, na neergeschoten te zijn. De piloten werken in het geheim aan een tunnel en er volgt een grote uitbraak. 
Wat in het spel en de film wordt verzwegen is dat de meeste piloten werden geëxecuteerd door de Gestapo. De wapens en voertuigen die in het spel gebruikt worden zijn allemaal historisch correct. 

## Spelverloop
In het eerste level zit de speler als piloot in een vliegtuig en wordt uit de lucht geschoten. Daarna verandert de speler elk level van personage. Er zitten ook levels in die niet in de film voorkomen en waarbij er gevechten geleverd moeten worden tegen de SS en de wehrmacht.

## De makers
1. SCI games
2. PivTal games